# Plouvara
Plouvara é uma comuna francesa na região administrativa da Bretanha, no departamento Côtes-d'Armor. Estende-se por uma área de 22,21 km². Em 2010 a comuna tinha 1 172 habitantes (densidade: 52,8 hab./km²).